# 斐濟航空
斐濟航空（英語：Fiji Airways），前身為太平洋航空（Air Pacific），由Air Pacific Limited營運，是一間以斐濟納迪為基地的國家航空公司，主要提供往來於太平洋島國地區、澳紐地區、北美洲、新加坡和香港的航班。

## 歷史
斐濟航空由澳洲機師哈羅德·蓋蒂於1951年成立；當時直至1971年，仍稱為斐濟航空。
1983年起，太平洋航空開始開辦往來美國的航線。2004年，太平洋航空客運量超過50萬人次。
2007年，太平洋航空收購了斐濟國内航空公司太陽航空之後，成立了太平洋太陽航空並成為太平洋航空國內航線的子公司。
斐濟政府擁有斐濟航空51%的股權，澳洲航空擁有46.32%的股權。其他如紐西蘭航空、基里巴斯、湯加、瑙魯和薩摩亞等國家政府均擁有少量股權。截至2007年3月，斐濟航空共有771名僱員。
2012年5月，為了鞏固其為斐濟的國家航空地位，太平洋航空正式更名为斐济航空，更換航空公司標誌，更購買新A330-200客機，作為整體品牌提升。
2018年12月5日，斐濟航空正式以 oneworld connect 成員的身份加入寰宇一家，推薦人為國泰航空、美國航空、英國航空、澳洲航空。
2025年3月末，斐濟航空正式獲升格成為寰宇一家會員。

## 航點與代碼共享

### 代碼共享
斐濟航空與以下航空公司實施代碼共享：
- 印度航空
- 紐西蘭航空
- 萬那杜航空
- 阿拉斯加航空
- 美國航空
- 英國航空
- 國泰航空
- 芬蘭航空
- 日本航空
- 捷星航空
- 澳洲航空
- 新加坡航空
- 所羅門航空

## 機隊

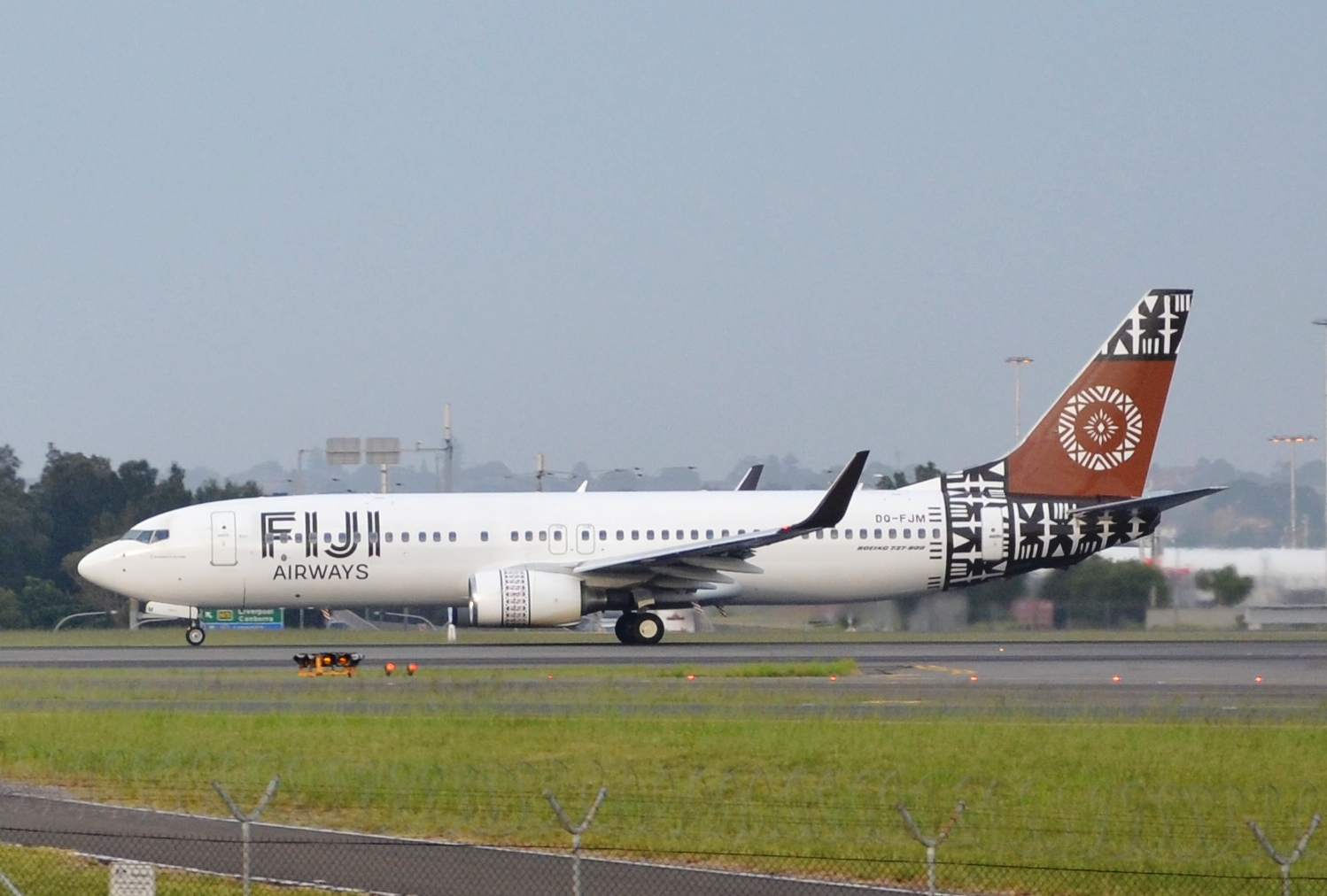
斐濟航空的波音737-800

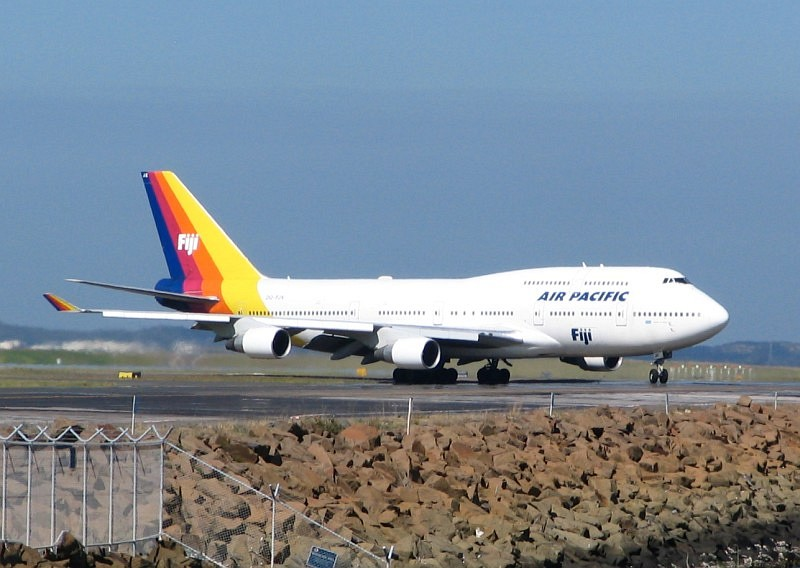
斐濟航空的波音747-400在悉尼機場

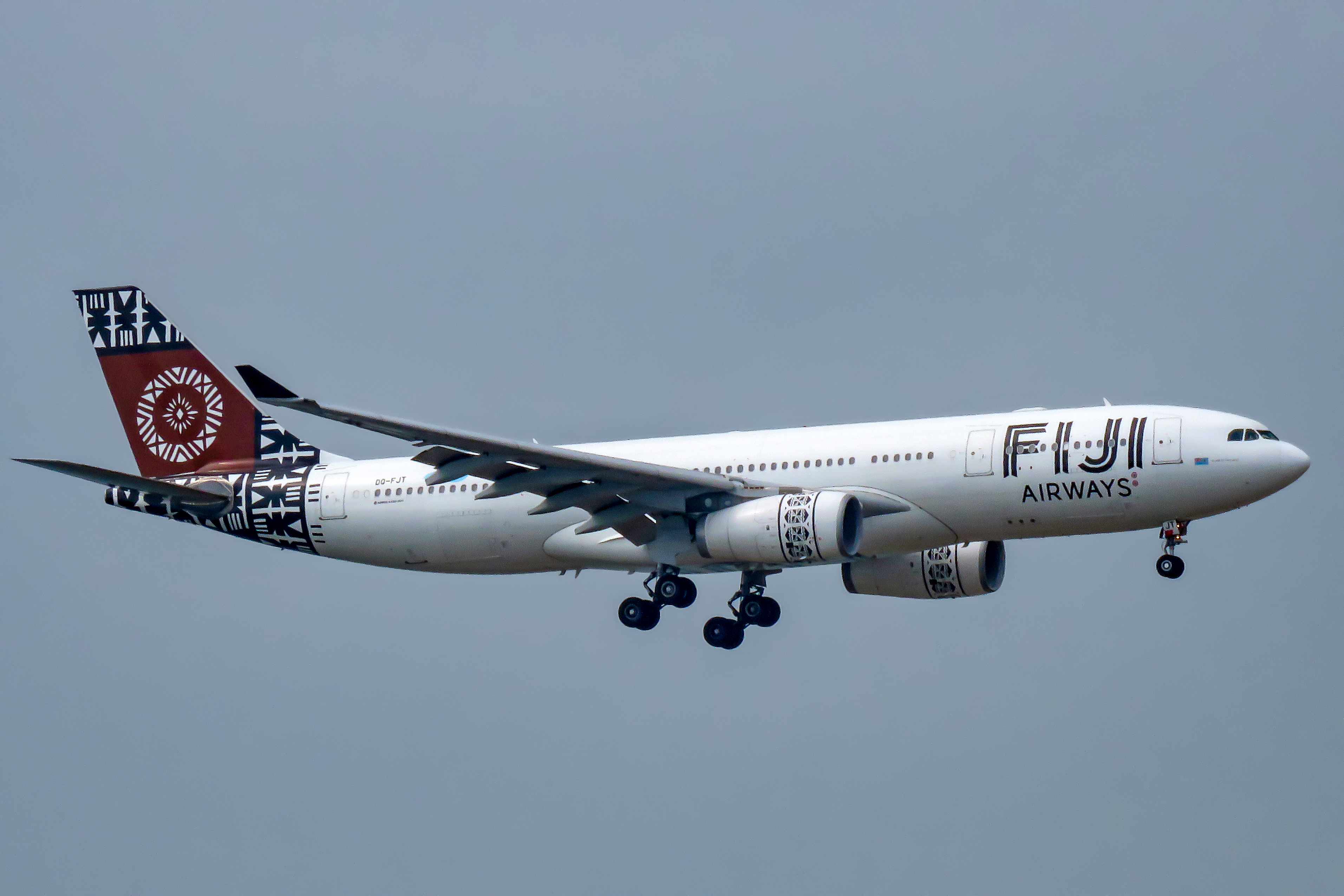
披上斐濟航空新版塗裝的A330-200

截至2022年11月，斐濟航空的機隊如下：

## 爭議

### 士兵向乘客撒尿事件
2007年3月22日，太平洋航空一班由日本往斐济航班上，一名日本女乘客竟被一名同機的斐濟士兵露出下體並向其撒尿。
當時機組人員向該名日本女乘客免費提供了濕紙巾及殺菌肥皂，以及一套從可從機上購買的免稅品服裝供其替換。太平洋航空為平息事件，亦有向該名女乘客致歉。最後該名士兵回國後，被斐濟軍方停職調查。
不過，大量日本國民由於此不雅事件，抵制前往斐濟旅遊，令太平洋航空來往斐濟及日本的航線以及斐濟的旅行業遭到嚴重打擊。斐濟航空的東京航線也因此而於2009年起，停辦至2018年7月3日。

### 機師跳槽
2008年，大量太平洋航空的機師跳槽到一些中東、澳洲及亞洲的航空公司，以賺取更高收入，以致太平洋航空機師數量出現巨大缺口。

### 膠帶封口事件
2025年1月18日，一名69歲婦人乘搭斐濟航空FJ871航班，由美國三藩市往斐濟途中，突然失控大鬧其丈夫，其夫未能忍受下，遂向空中服務員要求更換座位。
其後婦人怒向空服質問其夫座位位置但未果，一併向機組人員發難，持續向機組人員大放種族歧視的厥詞，又向他人投擲水杯洩忿。最後空中服務員以保障他人安全為由，使用透明膠帶貼著婦人的嘴巴。
航班降落斐濟後，該婦立即被當地警方拘捕，最後於庭上被裁定觸犯斐濟的民航法成立，罰款345澳元。
斐濟航空發言人向對媒體發聲明，強調以乘客與機組員安全列為第一，對任何威脅航空安全行為零容忍。

## 盈利
除2001年外，從1995年至2004年，太平洋航空每年都有盈利。
於2007財政年度，斐濟航空公布稅後淨利為2500萬斐濟元，折合1700萬美元。2006財政年度稅後收益只有1700萬斐濟元，折合1150萬美元。

## 外部連結
- 斐濟航空 （页面存档备份，存于）（英文）（繁體中文）（简体中文）
- 斐濟航空的Facebook專頁
- 斐濟航空的X（前Twitter）